# Andreas Cludius

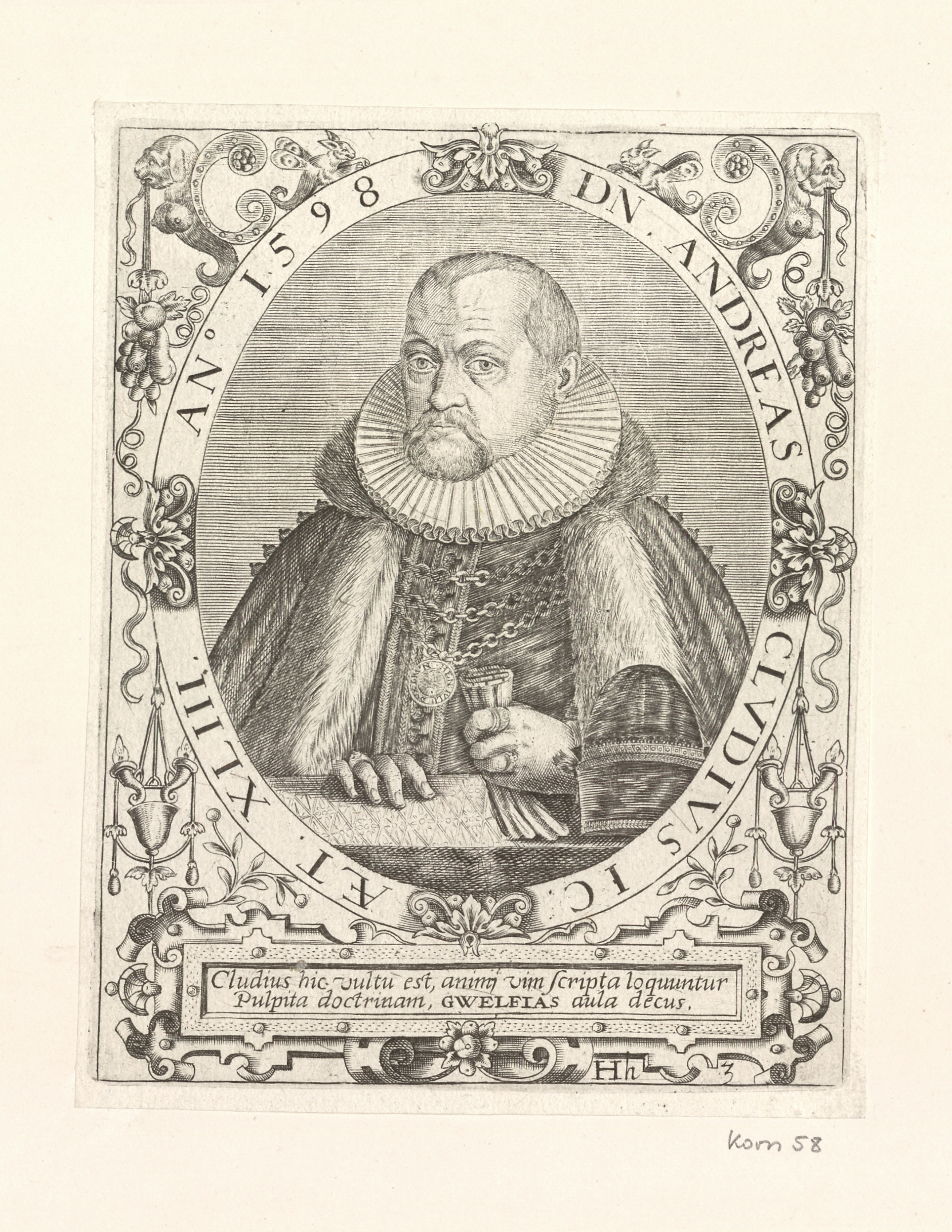
Andreas Cludius

Andreas Cludius, auch Cluten, Kluten (* 7. November 1555 in Osterode am Harz; † 9. September 1624 ebenda), war ein deutscher Rechtswissenschaftler.

## Leben
Geboren als Sohn des Ratsherrn Johann Clüten, besuchte er die Schule in Göttingen, Magdeburg und Gandersheim, studierte 1574 bis 1576 und nach längerer Unterbrechung nochmals zwei Jahre an der Universität Helmstedt und in Wittenberg. Nachdem er seine Studien abgeschlossen hatte, begab er sich auf eine damals übliche Bildungsreise und promovierte 1582 in Basel zum Doktor der Rechte.
Andreas Cludius heiratete 1583 Elisabeth Steckel (ca. * 1560; † 1618). Er wurde so der Schwager des Wolfenbütteler Kanzlers Johann von Jagemann (* 1552; † 1604), der seit 1578 mit Juliane, einer Schwester der Elisabeth Steckel verheiratet war.
Als er 1583 nach Helmstedt zurückgekehrt war, wirkte er zunächst als Privatdozent und wurde 1585 als ordentlicher Professor der Institutionen berufen. 1589 stieg er in die Professur des Kodex auf, wurde herzoglicher Rat in Braunschweig und Beisitzer des Hofgerichts in Wolfenbüttel. In dieser Funktion war er in Angelegenheiten des Klosters Walkenried in Speyer tätig und machte sich als Rechtsbeistand einen Namen.
1617 bat er um seine Entlassung aus dem Dienst und zog sich privat in seine Heimatstadt Osterode zurück, wo er sich am Kornmarkt 12 ein repräsentatives Haus bauen ließ (das heute noch als das Cludiussche Haus bekannt ist).
In seinen wissenschaftlichen Werken behandelte Cludius vor allem Fragen des römischen Privatrechts. So verfasste er Abhandlungen zum Bereicherungsrecht und zur Zwangsvollstreckung. Sein Sohn Johann Thomas Cludius wurde ebenfalls Rechtsprofessor an der Universität Helmstedt.

## Werke
- Tractatus De Iure Sequestrationis, In quo tota haec materia, tam in praxi quam in theoria frequentissima dilucide explicatur, insertis passim illustribus & necessariis quaestionibus. Lucius, Helmstedt 1594. (Digitalisat)
- Tractatus de rebus quotidianis, in quo possessionis materia discutitur, imprimis autem constitutio imperii, de litigiosa possessione. Pfotenhauer, Frankfurt am Main / Leipzig 1701. (Digitalisat)
- Commentarii In XII. Librum Digestorum, Et Tres Titulos subsequentis libri XIII. Itemq[ue]in quintum, VI. VII. VIII. & IX. Titulum, quarti libri Codicis, quibus Nobilis Condictionum materia continetur. Brandesius, Helmstedt 1598. (Digitalisat)
- De Condictione Indebiti, Commentarius, In quo vniuersa condictionis indebiti materia, vtilis certe [et] quotidiana, diligenter examinatur, [et] non tantum leges sub dicto Titulo exstantes, sed aliae etiam quam plurimae, per totum, ius sparsae, ad materiam illam pertinentes, breui [et] perspicua methodo, exacte [et] luculenter explicantur. Frankfurt am Main 1605. (Digitalisat)
- Ad illustrem titulum digestorum et codicis de condictione causa data, causa non secuta, et de condictione ob causam datorum, in quo non tantum singulae horum titulorum leges, verumetiam omnia ... examinantur. Lipppius, Mainz 1610. (Digitalisat)
- De acquirenda vil amittenda possessione; resp. Joh. Peparinus. Lucius, Helmstedt 1612. (Digitalisat)
- Tractatus De Condictione Furtiva, in quo non tantum singulae horum titulorum leges explicantur, verum etiam omnia quae ad hanc materiam pertinent, ordine, accurate, & plene, secus quam hactenus ab ullo veterum vel recentiorum ICtorum factum, maxima & Iudicum & Iuris Studiosorum utilitate, adducuntur; Addita sunt Summaria, & rubricae titulorum Indices que rerum ac verborum looupletissimi. Riesen, Leipzig 1659. (Digitalisat)